# مارك بي. سالتر
مارك بي. سالتر هو عالم سياسة كندي، ولد في القرن العشرين.